# Genuchus crassipes
Genuchus crassipes är en skalbaggsart som beskrevs av Gilbert John Arrow 1926. Genuchus crassipes ingår i släktet Genuchus och familjen Cetoniidae. Inga underarter finns listade i Catalogue of Life.